# Solar Ataíde
O Solar Ataíde foi um casarão colonial construído no século XIX, localizado na cidade de Nazaré, no estado da Bahia, que hoje se encontra demolido. Inicialmente, foi residência de Fernão Cabral de Ataíde em meados de 1819. Apenas alguns anos depois, o casarão foi reformado mas sofreu novas obras em 1831.
O sobrado de dois pavimentos estava localizado na encosta de uma pequena elevação, tendo seu térreo atingindo metade da área construída. Nele, havia vários cômodos sustentados por pilares grossos e uma arcada sob a escada de acesso ao primeiro pavimento. No andar nobre, de frente, existiam duas grandes salas e, no resto do pavimento, sete quartos com janelas, exceto um, central. Pelo aspecto da fachada e de certos cômodos internos, acredita-se que a reforma feita em 1819, buscou dividir o sobrado em duas habitações distintas.
Entre os anos 1951 e 1952, o Solar dos Ataídes abrigou o Ginásio Clemente Caldas e depois a Escola José Marcelino. Por causa da deterioração avançada da edificação, a prefeitura de Nazaré optou por demolir o imóvel que se encontrava tombado pelo Instituto do Patrimônio Histórico e Artístico Nacional (IPHAN), o local passou então a abrigar uma torre de telefonia.